# Heiligenblut am Großglockner
Heiligenblut am Großglockner (in sloveno: Sveta Kri; letteralmente “Sacro Sangue”) è un comune austriaco di 1 022 abitanti nel distretto di Spittal an der Drau, in Carinzia. Si trova ai piedi del Großglockner, nel Parco nazionale Alti Tauri; l'appartenenza della vetta del Großglockner (3 798 m s.l.m.) al territorio comunale ne fa, assieme a Kals am Großglockner, il comune austriaco alla maggior altitudine.

## Monumenti e luoghi d'interesse

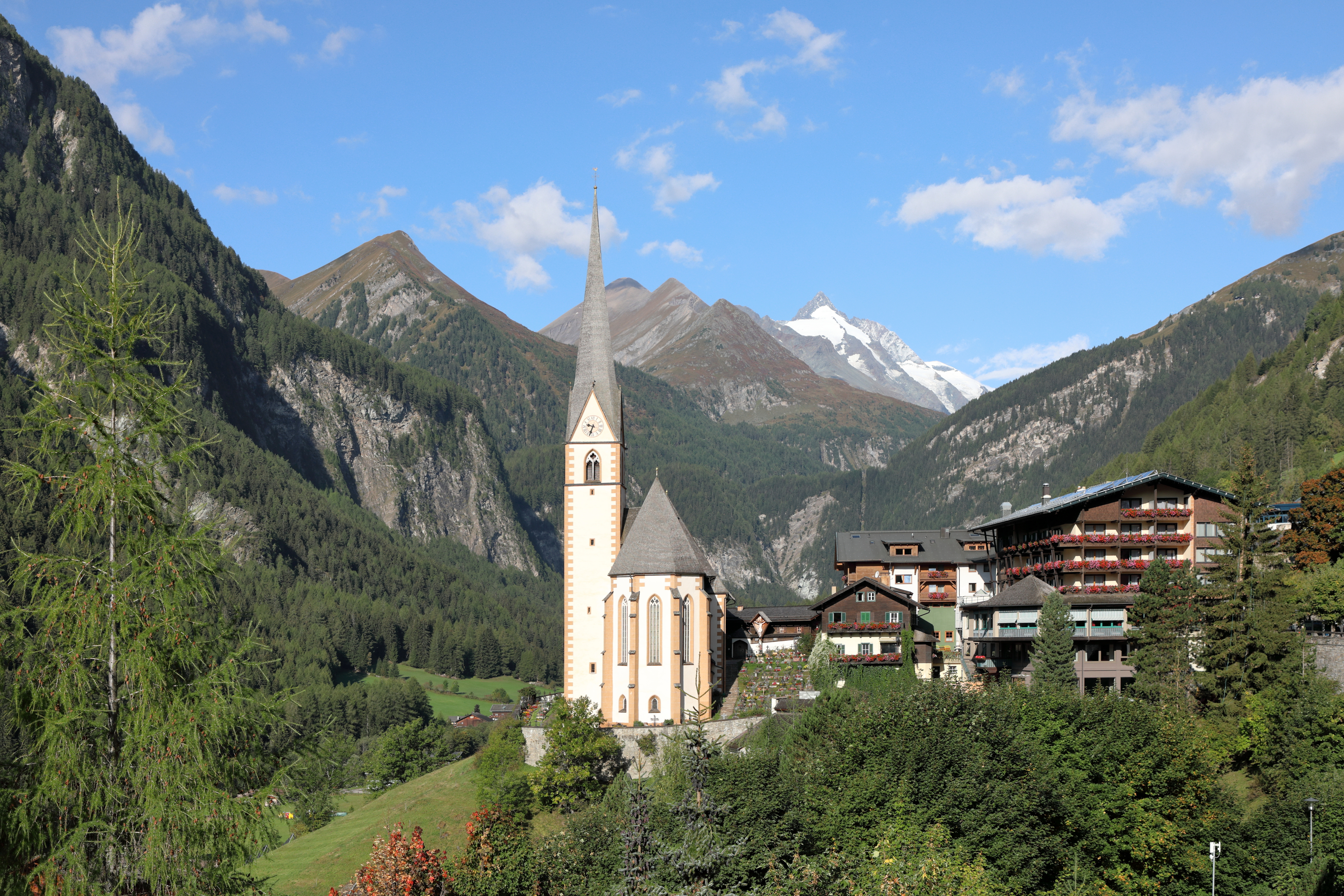
La chiesa parrocchiale di San Vincenzo

- La chiesa parrocchiale di San Vincenzo (Pfarrkirche heilige Vinzenz) fu edificata nel corso del XV secolo. Ha facciata cieca, abside poligonale e un grande affresco di San Cristoforo (1480) sul fianco sinistro. L'interno è a tre navate. Conserva  nel coro un ciborio gotico lavorato (1496) e un grande polittico (Flügelaltar) tardogotico (Incoronazione della Vergine) intagliato e dipinto da W. Asslinger, allievo di Michael Pacher; le ante del polittico sono opera coeva di M. Reichlich e S. von Taisten. Sotto il coro si apre una cripta gotica a due navate con volte reticolate[1].